# استان کمپینگا
استان کمپینگا (به لاتین: Kompienga Province) یک منطقهٔ مسکونی در بورکینافاسو است که در Est Region واقع شده‌است. استان کمپینگا ۶٬۹۹۸ کیلومتر مربع مساحت و ۱۱۷٬۶۷۲ نفر جمعیت دارد.